# Masakr v Baze 2015
Jako masakr v Baze je označována série masových vražd spáchaných salafistickou džihádstickou skupinou Boko Haram v nigerijském městě Baga mezi 3. a 7. lednem 2015. 

## Průběh útoku
Útok začal 3. ledna, když Boko Haram obsadila základnu, která byla sídlem mezinárodních sil z Čadu, Nigeru a Nigérie. Ozbrojenci poté vyhnali tisíce místních obyvatel a spáchali masakry, které vyvrcholily 7. ledna.
Bylo nahlášeno mnoho obětí, ale rozsah masakru je nejasný. Místní úředníci a prchající obyvatelé citovaní medii oznamovali, že „nejméně 2 000“ bylo zabito nebo jsou nezvěstní, další zprávy hovořily o „neméně stovce“ mrtvých, zatímco nigerijské ministerstvo obrany vydalo prohlášení že počet obětí, včetně ozbrojenců, nepřekročil 150. Někteří vládní činitelé popřeli že by počet obětí v regionu byl tak vysoký, jak ho uváděla média. Někteří dokonce tvrdili, že k masakru nedošlo a nigerijská armáda ozbrojence z oblasti vypudila. Tato tvrzení byla vyvrácena místními úředníky, přeživšími a mezinárodními médii. 
Baga a nejméně šestnáct dalších měst bylo zničeno. 35 000 lidí opustilo své domovy, někteří se na útěku utopili v Čadském jezeře a část z nich uvázla na jeho ostrovech. V důsledku útoku získala Boko Haram kontrolu nad 70 % nigerijského státu Borno. Vůdce skupiny Boko Haram Abubakar Shekau se na videonahrávce přihlásil k odpovědnosti za útok.